# Luzula groenlandica
Luzula groenlandica là một loài thực vật có hoa trong họ Juncaceae. Loài này được Böcher mô tả khoa học đầu tiên năm 1950.